# Baixa

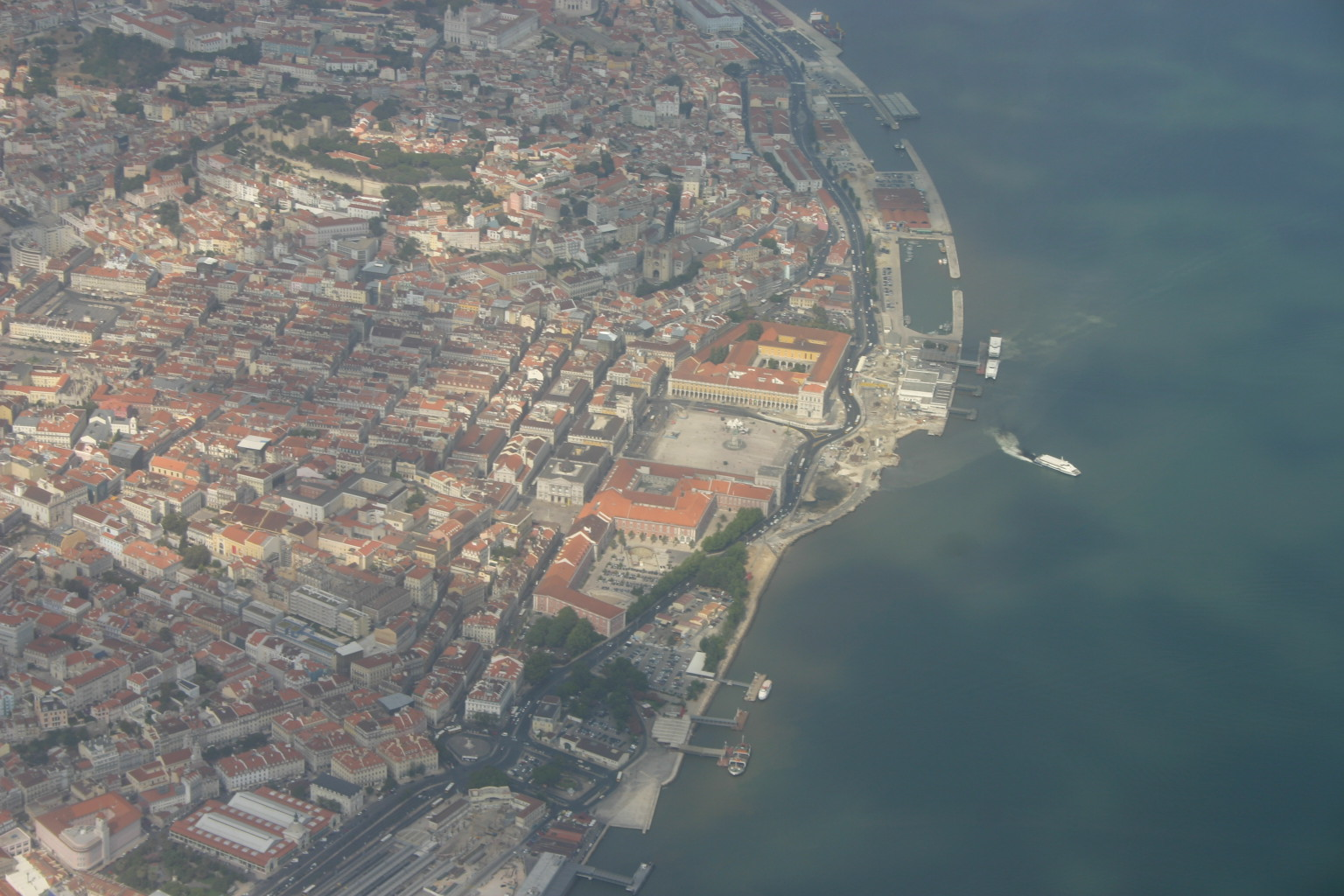
Baixa madártávlatból

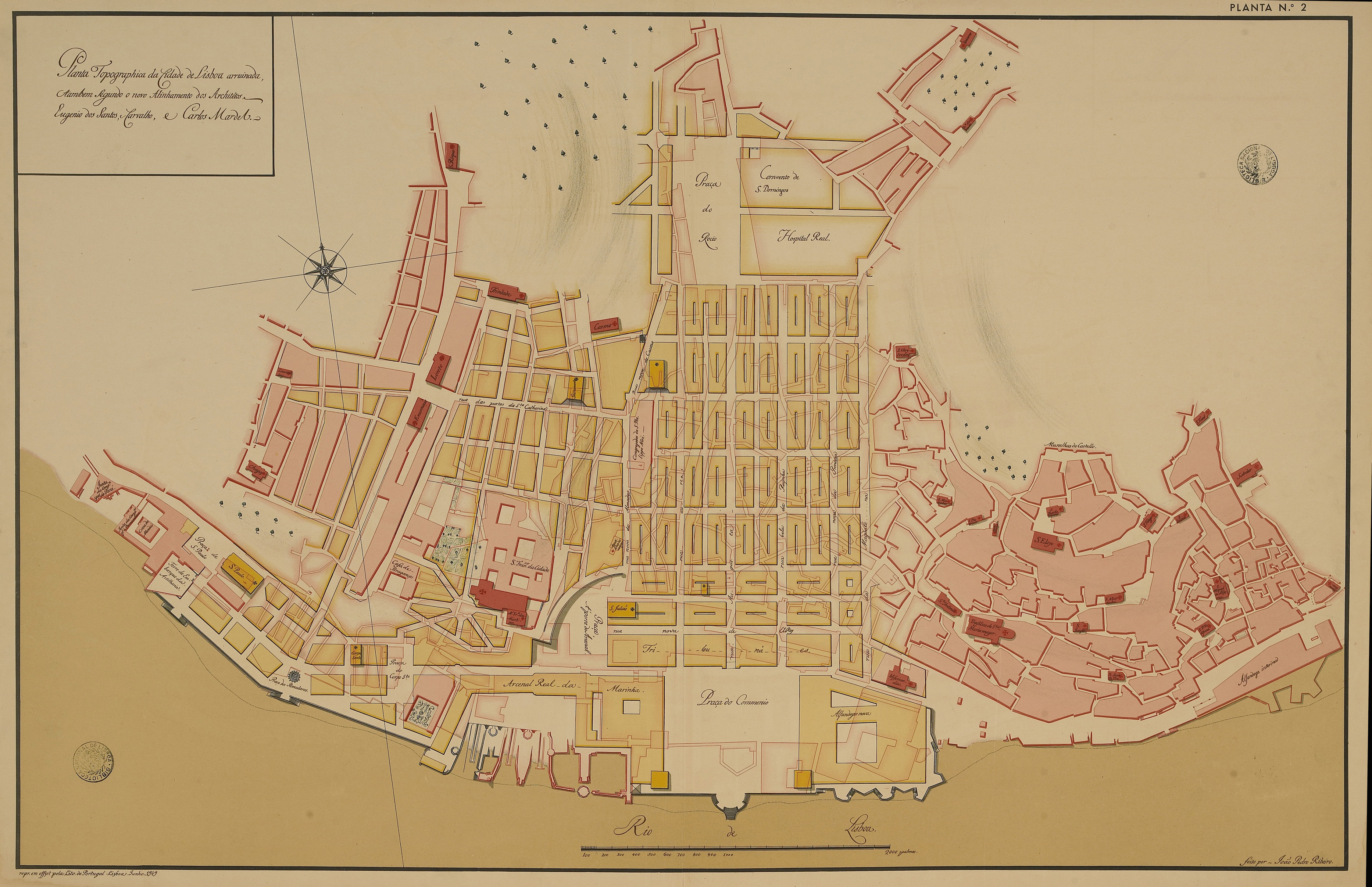
Baixa megvalósult újjáépítési terve 1756-ból

Baixa (IPA: [ˈbajʃɐ]), vagy teljes nevén Baixa Pombalina Lisszabon történelmi városrésze, az Alfamától keletre eső völgyben, ami a Tajo folyóra néz. Hagyományosan kereskedelmi és banki negyed.

## Története
Eredetileg az utcák a domborzatot követték. 1255-től Lisszabon lett Portugália fővárosa és ennek hatására jelentős gazdasági fejlődés következett be. Baixa negyedben építették fel a királyi palotát. 1755-ös lisszaboni földrengés során a negyed legszebb épületeiből is számtalan elpusztult a bennük lévő arannyal, értékes bútorokkal és festményekkel együtt. A földrengés után I. József portugál király főminisztere, Sebastião José de Carvalho e Melo, a későbbi Pombal márki megrajzoltatta új várostervének körvonalait. A márki, aki a Portugál felvilágosodás meghatározó alakja áttekinthető szerkezettel és neoklasszikus épületekkel gondolta újra a belvárost. Tiszteletére adták a "Pombaline" kiegészítő nevet Baixa negyednek. Az építési terveket Eugénio dos Santos (1711-1760) és Carlos Mardel (1696-1763) készítették. Az új épületeket földrengés és tűzbiztosra tervezték.
A negyedben az 1800-as években sok jelentős épületet emeltek, így itt épült a Nemzeti Színház, és a főpályadvar. 1879-1886 között épült a Szabadság sugárút (Avenida da Liberdade) melynek végén Pombál márki szobra áll.
A negyed az 1950-es évektől kezdve hanyatlani kezdett, az újabb vállalkozások hely hiányában kitelepültek, az itt élő lakosság elöregedett. A Polgármesteri Hivatal 2009-től nagyszabású rekonstrukciós programot hirdetett meg elsősorban turisztikai céllal. A Világörökségi javaslati lista 2004-től tartalmazza Baixa negyed előterjesztését.

## Nevezetességei

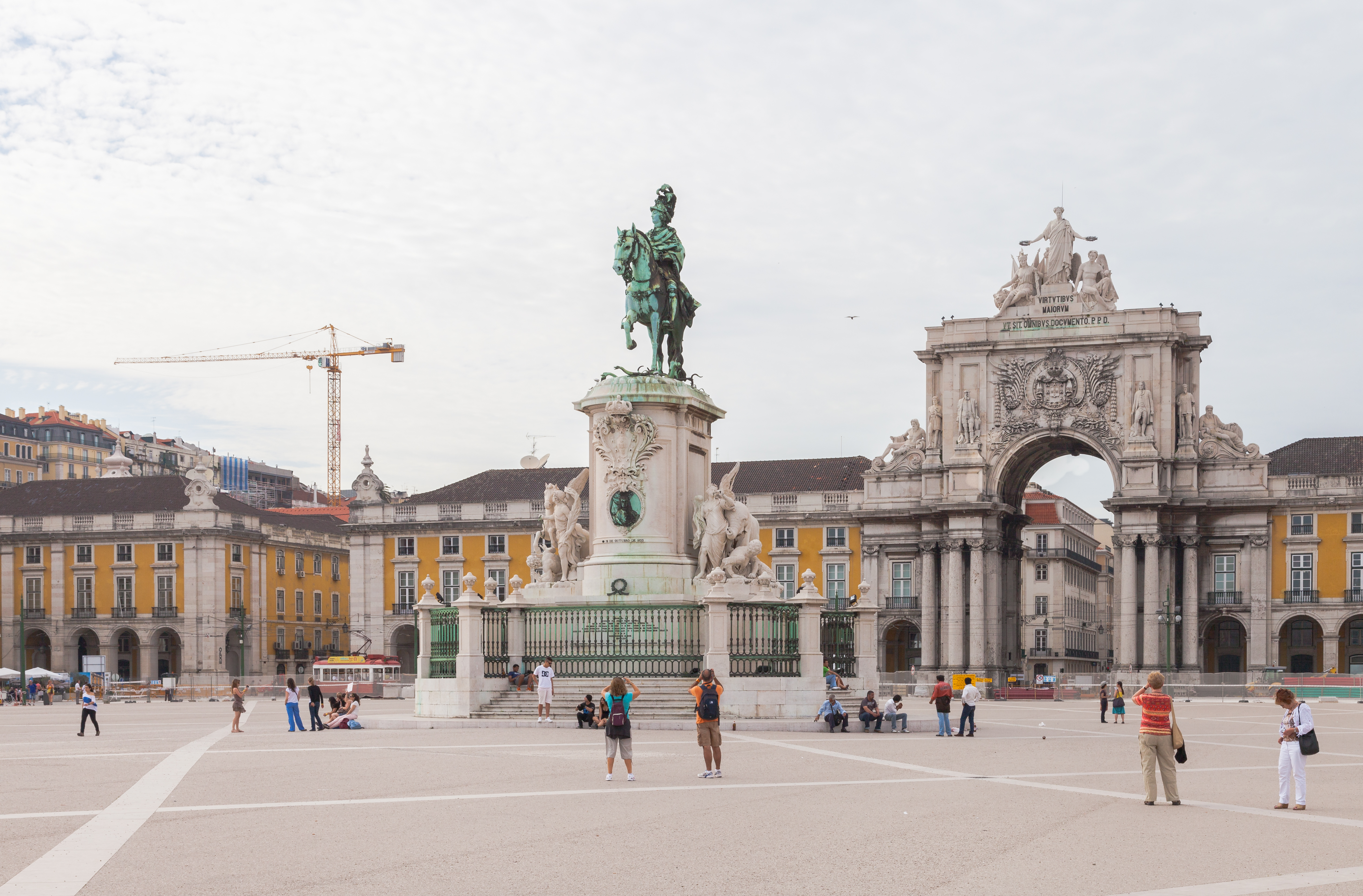
Kereskedők tere II. József lovasszobrával és a városba vezető díszkapuval

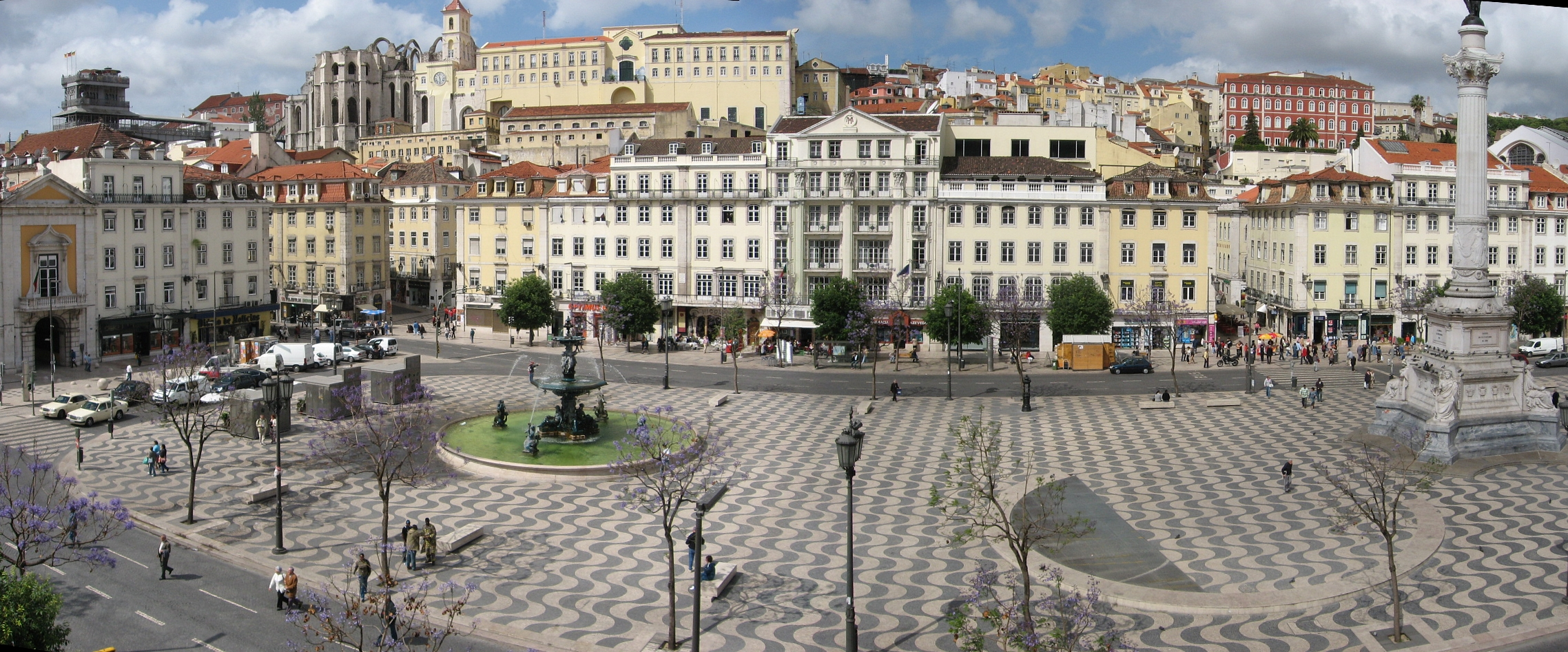
Rossio tér

### Kereskedők tere
A Város "fogadócsarnoka" a Praça do Comércio (Kereskedők tere): Az 1755-ös földrengésig itt állt a királyi palota, mely teljesen megsemmisült. Az újjáépítés során egy nagy teret alakítottak ki, a térbe csatlakozó elegáns utcákkal (Pombelino negyed), ahol földrengés álló épületek sorakoznak. A tér közepén áll I. József portugál király lovasszobra.

### Rossio tér
A másik meghatározó tér a Praça Rossio (Rossio tér). Ez a tér népszerű neve, a valódi neve IV. Pedro tér. Ez tekinthető Lisszabon fő terének, ahol valamikor bikaviadal, kivégzések voltak, később gyűlések, tüntetések kiinduló tere és a turisták és a helyi lakosok találkozó helye.

### Santa Justa felvonó
- Santa Justa felvonó: a Baixáról ezzel a felvonóval lehet feljutni a felső városrészbe, gyaloglás nélkül.